# Doris Mooltsje
Doris Mooltsje is een windmolen in Oudega in gemeente Súdwest-Fryslân uit eind 18e eeuw. De molen is een spinnenkopmolen met een achtkante ondertoren. De molen heeft een vlucht van 15,50m en daarmee de grootste spinnenkopmolen van Nederland. Tevens is het ook de oudste spinnenkop van Nederland. De functie is poldermolen.
Vanaf 1995 werd de molen herbouwd en gerestaureerd en valt sinds 2003 onder de monumentenzorg. Eigenaar is de Stichting Doris Mooltsje. De molen staat aan het meer de Oudegaasterbrekken ten zuiden van de spoorlijn Leeuwarden - Stavoren.
De molen is op afspraak te bezoeken, of wanneer de molen draait.